# Heidi Weng
Heidi Weng (Enebakk, 20 juli 1991) is een Noorse langlaufster. Ze vertegenwoordigde haar vaderland op de Olympische Winterspelen 2014 in Sotsji en op de Olympische Winterspelen 2018 in Pyeongchang.

## Carrière
Weng maakte haar wereldbekerdebuut in november 2009 in Beitostølen, vier maanden later scoorde ze in Oslo haar eerste wereldbekerpunten. In december 2011 eindigde de Noorse voor de eerste maal in haar carrière in de top tien van een wereldbekerwedstrijd. In maart 2012 stond Weng in Lahti voor de eerste keer in haar carrière op het podium van een wereldbekerwedstrijd. Op de wereldkampioenschappen langlaufen 2013 in Val di Fiemme veroverde de Noorse de bronzen medaille op de 15 kilometer skiatlon. Daarnaast eindigde ze als vierde op de 30 kilometer klassieke stijl en als zesde op de 10 kilometer vrije stijl. Op de estafette werd ze samen met Therese Johaug, Kristin Størmer Steira en Marit Bjørgen wereldkampioen. Tijdens de Olympische Winterspelen van 2014 in Sotsji sleepte ze de bronzen medaille in de wacht op de 15 kilometer skiatlon, daarnaast eindigde ze als negende op de 10 kilometer klassieke stijl en als negentiende op de 30 kilometer vrije stijl. Samen met Therese Johaug, Astrid Jacobsen en Marit Bjørgen eindigde ze als vijfde op de estafette.
In Falun nam Weng deel aan de wereldkampioenschappen langlaufen 2015. Op dit toernooi eindigde ze als zevende op de 15 kilometer skiatlon, als achtste op de 30 kilometer klassieke stijl en als 22e op de 10 kilometer vrije stijl. Op de estafette prolongeerde ze samen met Therese Johaug, Astrid Jacobsen en Marit Bjørgen de wereldtitel. Op 9 januari 2016 boekte de Noorse in Val di Fiemme haar eerste wereldbekerzege. In januari 2017 schreef ze de Tour de Ski op haar naam. Op de wereldkampioenschappen langlaufen 2017 behaalde Weng de zilveren medaille op de 30 kilometer vrije stijl. Daarnaast eindigde ze als vierde op de 10 kilometer klassieke stijl, als vijfde op de 15 kilometer skiatlon en als zevende op de sprint. Samen met Maiken Caspersen Falla veroverde ze de wereldtitel op de teamsprint, op de estafette prolongeerde ze samen met Maiken Caspersen Falla, Astrid Jacobsen en Marit Bjørgen de wereldtitel. Aan het eind van het seizoen 2016/2017 schreefde de Noorse zowel de algemene wereldbeker als de afstandswereldbeker op haar naam. In januari 2018 prolongeerde ze haar eindzege in de Tour de Ski. Tijdens de Olympische Winterspelen van 2018 in Pyeongchang eindigde Weng als achtste op de 30 kilometer klassieke stijl, als negende op de 15 kilometer skiatlon en als elfde op zowel de sprint als de 10 kilometer vrije stijl. Aan het eind van het seizoen 2017/2018 won de Noorse opnieuw zowel de algemene wereldbeker als de afstandswereldbeker.
In Seefeld nam ze deel aan de wereldkampioenschappen langlaufen 2019. Op dit toernooi eindigde ze als zevende op de 15 kilometer skiatlon en als negentiende op de 10 kilometer klassieke stijl. Samen met Ingvild Flugstad Østberg, Astrid Jacobsen en Therese Johaug sleepte ze de zilveren medaille in de wacht op de estafette. Op de wereldkampioenschappen langlaufen 2021 in Oberstdorf veroverde de Noorse de zilveren medaille op de 30 kilometer klassieke stijl, daarnaast eindigde ze als negende op de 15 kilometer skiatlon en als vijftiende op de 10 kilometer vrije stijl. Op de estafette behaalde ze samen met Tiril Udnes Weng, Therese Johaug en Helene Marie Fossesholm de wereldtitel.

## Resultaten

### Olympische Winterspelen
| Jaar | Plaats      | Resultaten                                                                                      |
| ---- | ----------- | ----------------------------------------------------------------------------------------------- |
| 2014 | Sotsji      | 9e 10 km klassieke stijl · 15 km skiatlon · 19e 30 km vrije stijl · 5e 4×5 km estafette         |
| 2018 | Pyeongchang | 11e Sprint (klassieke stijl) 11e 10 km (vrije stijl) 9e 15 km skiatlon 8e 30 km klassieke stijl |

### Wereldkampioenschappen
| Jaar | Plaats        | Resultaten |
| ---- | ------------- | --- |
| 2013 | Val di Fiemme | 6e 10 km vrije stijl · 15 km skiatlon · 4e 30 km klassieke stijl · 4×5 km estafette                                                          |
| 2015 | Falun         | 22e 10 km vrije stijl · 7e 15 km skiatlon · 8e 30 km klassieke stijl · 4×5 km estafette                                                      |
| 2017 | Lahti         | 7e Sprint (vrije stijl) · 4e 10 km klassieke stijl · 5e 15 km skiatlon · 30 km vrije stijl · Teamsprint (klassieke stijl) · 4×5 km estafette |
| 2019 | Seefeld       | 19e 10 km klassieke stijl · 7e 15 km skiatlon · 4×5 km estafette                                                                             |
| 2021 | Oberstdorf    | 15e 10 km vrije stijl · 9e 15 km skiatlon · 30 km klassieke stijl · 4×5 km estafette                                                         |

### Wereldbeker
| Legenda | Legenda            |
| ------- | ------------------ |
| TdS     | Tour de Ski        |
| NO      | Nordic Opening     |
| LT      | Lillehammer Triple |
| RT      | Ruka Triple        |
| WBF     | Wereldbekerfinale  |
| STC     | Ski Tour Canada    |
| ST      | Ski Tour           |

Eindklasseringen
| Seizoen   | Algm   | DI     | SP  | TdS   |
| --------- | ------ | ------ | --- | ----- |
| 2009/2010 | 110e   | 87e    | –   | –     |
| 2010/2011 | 59e    | 49e    | 83e | –     |
| 2011/2012 | 10e    | 10e    | 21e | DNF   |
| 2012/2013 | 5e     | 4e     | 13e | 6e    |
| 2013/2014 | 4e     | 5e     | 27e | Brons |
| 2014/2015 | Brons  | Brons  | 5e  | Brons |
| 2015/2016 | Brons  | Zilver | 4e  | Brons |
| 2016/2017 | Goud   | Goud   | 4e  | Goud  |
| 2017/2018 | Goud   | Goud   | 15e | Goud  |
| 2018/2019 | 16e    | 11e    | 77e | 7e    |
| 2019/2020 | Zilver | Zilver | 14e | 4e    |
| 2020/2021 | 20e    | 7e     | –   | –     |

| Legenda | Legenda            |
| ------- | ------------------ |
| TdS     | Tour de Ski        |
| NO      | Nordic Opening     |
| LT      | Lillehammer Triple |
| RT      | Ruka Triple        |
| WBF     | Wereldbekerfinale  |
| STC     | Ski Tour Canada    |
| ST      | Ski Tour           |

Wereldbekerzeges
| Nr. | Datum            | Plaats                | Onderdeel                              |
| --- | ---------------- | --------------------- | -------------------------------------- |
| 1.  | 9 januari 2016   | Val di Fiemme         | 10 km klassieke stijl (massastart) TdS |
| 2.  | 5 maart 2016     | Quebec                | 10 km vrije stijl (handicapstart) STC  |
| 3.  | 9 maart 2016     | Canmore               | 15 km skiatlon STC                     |
| 4.  | 2 december 2016  | Lillehammer           | Sprint (klassieke stijl) NO            |
| 5.  | 4 december 2016  | Nordic Opening        | Nordic Opening                         |
| 6.  | 17 december 2016 | La Clusaz             | 10 km vrije stijl (massastart)         |
| 7.  | 8 januari 2017   | Val di Fiemme         | 9 km vrije stijl (handicapstart) TdS   |
| 8.  | 8 januari 2017   | Tour de Ski 2016/2017 | Tour de Ski 2016/2017                  |
| 9.  | 6 januari 2018   | Val di Fiemme         | 15 km klassieke stijl (massastart) TdS |
| 10. | 7 januari 2018   | Val di Fiemme         | 9 km vrije stijl (handicapstart) TdS   |
| 11. | 7 januari 2018   | Tour de Ski 2017/2018 | Tour de Ski 2017/2018                  |
| 12. | 14 maart 2021    | Engadin               | 30 km vrije stijl (handicapstart)      |

Wereldbekerzeges team
| Nr. | Datum            | Plaats      | Onderdeel          | Teamgenoten                  |
| --- | ---------------- | ----------- | ------------------ | ---------------------------- |
| 1.  | 20 januari 2013  | La Clusaz   | 4 × 5 km estafette | Johaug / Steira / Bjørgen    |
| 2.  | 8 december 2013  | Lillehammer | 4 × 5 km estafette | Johaug / Steira / Bjørgen    |
| 3.  | 6 december 2015  | Lillehammer | 4 × 5 km estafette | Falla / Østberg / Johaug     |
| 4.  | 24 januari 2016  | Nové Město  | 4 × 5 km estafette | Østberg / Johaug / Jacobsen  |
| 5.  | 18 december 2016 | La Clusaz   | 4 × 5 km estafette | Østberg / Bjørgen / Haga     |
| 6.  | 22 januari 2017  | Ulricehamn  | 4 × 5 km estafette | Østberg / Jacobsen / Bjørgen |
| 7.  | 9 december 2018  | Beitostølen | 4 × 5 km estafette | Johaug / Haga / Østberg      |
| 8.  | 27 januari 2019  | Ulricehamn  | 4 × 5 km estafette | Johaug / Jacobsen / Østberg  |
| 9.  | 1 maart 2020     | Lahti       | 4 × 5 km estafette | T.U. Weng / Østberg / Johaug |

## Privé
Heidi Weng is een nicht van Lotta en Tiril Udnes Weng en een achternicht Martine Ek Hagen. Alle drie eveneens langlaufsters.